# Campylopus widgrenii
Campylopus widgrenii är en bladmossart som beskrevs av Mitten 1869. Campylopus widgrenii ingår i släktet nervmossor, och familjen Dicranaceae. Inga underarter finns listade i Catalogue of Life.